# Александър Петров (художник)
Александър Петров е български художник живописец. Той е автор на серия пейзажни изображения, натюрморти и портрети в любимите си техники масло и пастел. Смята се, че допринася за разкрепостяването на изобразителното изкуство в колоритно отношение през 60-те години на ХХ век..

## Биография
Александър Петров е роден през 1929 в Сливен. Завършва средното си образование в Техникум по дървообработване и вътрешна архитектура в Пловдив. Пребиваването му в града под тепетата го среща със Златю Бояджиев, при когото в продължение на четири години учи живопис.
Негови творби притежават Националната художествена галерия, Софийска градска художествена галерия, Художествена галерия „Димитър Добрович“ в Сливен, както и частни колекции в България, Швейцария, Германия, Унгария, Гърция, Испания и други.